# Station Le Vésinet-Centre
Le Vésinet-Centre is een van de twee spoorwegstations in de Franse gemeente Le Vésinet. Het station werd op 26 augustus 1837 geopend en werd op 1 oktober 1972 onderdeel van de RER. Lijn A van de RER stopt er. Het station ligt in zone 4 voor gebruikers van de Passe Navigo. Het is eigendom van het Parijse vervoersbedrijf RATP. Het andere station in Le Vésinet is Le Vésinet - Le Pecq.
Er stoppen verschillende buslijnen bij het station, vier van Bus en Seine, een van Noctilien en twee van Veolia La Boucle.

## Treindienst
| Serie | Treinsoort        | Route | Bijzonderheden |
| ----- | ----------------- | --- | -------------- |
| RER A | RER (SNCF / RATP) | [ [ Cergy-le-Haut – ] / [ Poissy – ] Maisons-Laffitte – ] / [ Saint-Germain-en-Laye – Le Vésinet-Centre – Rueil-Malmaison – Nanterre-Université – ] Nanterre-Préfecture – La Défense – Châtelet - Les Halles – Paris-Lyon – Vincennes – [ Fontenay-sous-Bois – La Varenne - Chennevières – Boissy-Saint-Léger ] / [ Val de Fontenay – Bry-sur-Marne – Noisy-le-Grand - Mont d’Est – Torcy – Marne-la-Vallée - Chessy ] |                |